# Pseudophilautus jagathgunawardanai
Espèce
Pseudophilautus jagathgunawardanai est une espèce d'amphibiens de la famille des Rhacophoridae.

## Répartition
Cette espèce est endémique du Sri Lanka. Elle se rencontre dans le Peak Wilderness Sanctuary entre 1 600 et 1 750 m d'altitude dans le massif Central.

## Description
Les femelles mesurent de 35,8 à 40,4 mm

## Étymologie
Cette espèce est nommée en l'honneur de Jagath Gunawardana.

## Publication originale
- Wickramasinghe, Vidanapathirana, Rajeev, Ariyarathne, Chanaka, Priyantha, Bandara & Wickramasinghe, 2013 : Eight new species of Pseudophilautus (Amphibia: Anura: Rhacophoridae) from Sripada World Heritage Site (Peak Wilderness), a local amphibian hotspot in Sri Lanka. J Threatened Taxa, vol. 5, no 4, p. 3789-3920 (texte intégral).